# Cordillera Oriental (Perú)
La cordillera Oriental es una alineación montañosa que constituye el ramal oriental de la cordillera de los Andes en el Perú. Atraviesa todo el país, desde la frontera ecuatoriana, al norte, hasta la frontera boliviana al sur. Tiene una longitud aproximada de 1.800 km y se encuentra situada en el límite con la región de la amazonía peruana. La cordillera atraviesa los departamentos de Amazonas, Loreto, San Martín, Huánuco, Ucayali, Pasco, Junín, Cusco, Madre de Dios y Puno.

## Geología
La cordillera Oriental está constituida por montañas formadas en el Paleozoico. La formación de esta cordillera se inicia durante el tectonismo Hercínico (Devónico) sobre un basamento o núcleo precambriano.  El levantamiento fue controlado por fallas regionales longitudinales. Esta unidad geomorfológica tiene de sur a norte del Perú un rumbo paralelo a la cordillera Occidental teniendo un fuerte arqueamiento este-oeste conocido como la Deflexión de Abancay.

## Secciones

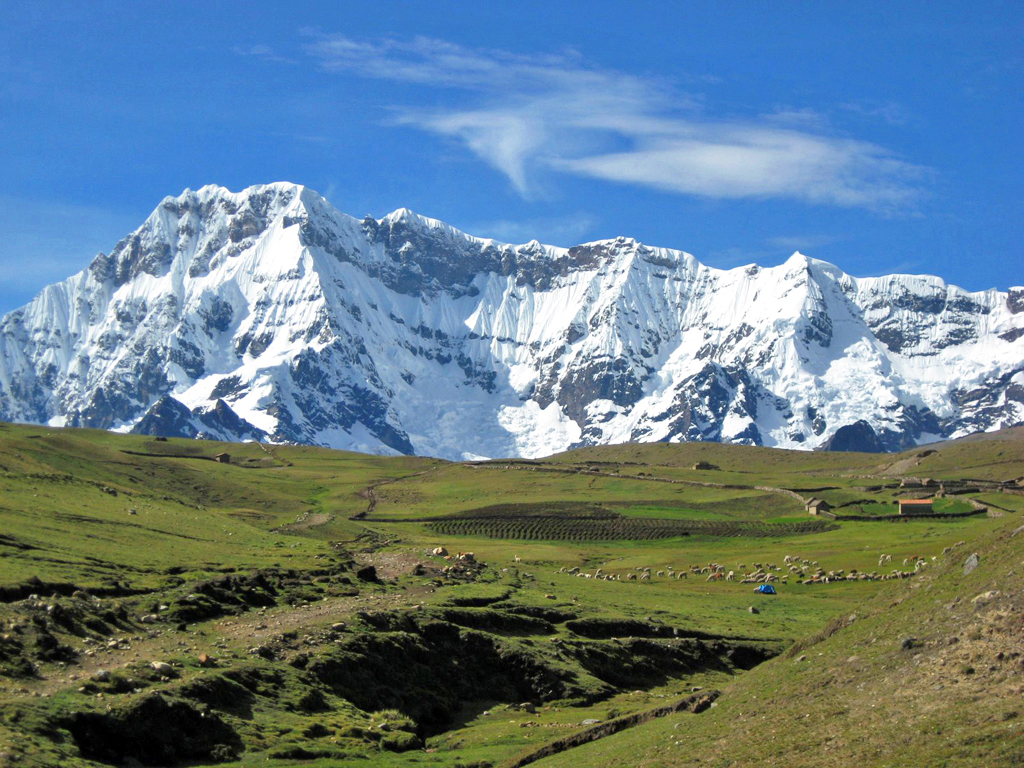
Nevado Ausangate (Cuzco, Perú). La montaña mas elevada de la Cordillera Vilcanota.

En el sector septentrional de la cadena, de menor altitud y que se esparce desde la frontera con el Ecuador hasta la localidad de Tingo María presenta cotas de 1,800 a 2,000 m s. n. m., el río Huallaga (Pongo de Aguirre) separa la subrama norte de la meridional, con la cordillera Azul. En el sector central destaca las cordilleras de Vilcanota y Urubamba. En ella se localiza el nevado de Ausangate, que, con sus 6.372 m de altitud, es una de las mayores elevaciones del Perú. En este sector de la cordillera también destacan, aunque de menor elevación, las montañas del Shira, Contamana y Contaya. Estas montañas muestran en el núcleo de sus pliegues rocas paleozoicas.
En el sector sur se distinguen dos ramales: la cordillera Carabaya, que toma el nombre de cordillera Real en Bolivia, y la cordillera de Apolobamba, donde destacan las elevaciones de Chaupi Orco (6.040 m) y Ananea (5.824 m), ya directamente sobre La Montaña (también llamada La Selva). En este sector meridional de la cordillera se encuentra, entre esta rama y la cordillera Occidental, el altiplano andino, donde se halla el lago Titicaca.